# Ida de Bernícia
Ida, mort el 559, és el primer rei conegut del regne angle de Bernícia, situat al nord-est del que avui és Anglaterra. Governà durant dotze anys, del 547 al 559.
Si bé no se sap massa de la seva vida o del seu regnat, fou el fundador d'una dinastia de la qual molts reis posteriors del nord d'Anglaterra i del sud d'Escòcia reclamarien procedència.
Fou fill d'Eoppa, net d'Esa.i segons la Historia Brittonum fou el primer rei de Bernícia. Hauria estat el constructor de la capital berniciana, Bamburgh. Fou el prolífic pare de dotze fills, sis dels quals foren reis i lluitaren contra la resistència britona a la conquesta dels angles. El seu net Etelfred fou el primer rei de Northúmbria, i aconseguí expandir Bernícia més enllà de les fronteres d'Ida, que es limitaven a la costa.
Alguns autors del segle xviii i XIX, entre els quals està Lewis Morris, van identificar Ida amb un personatge de la llegenda gal·lesa anomenat Fflamddwyn («El Portador de la Flama»). Aquest era un líder anglosaxó que va presentar oposició a Urien Rheged i als seus fills, en particular a Owain, que el va matar amb l'espasa. La historiadora Rachel Bromwich ha fet notar que no hi ha prou informació que doni suport a aquesta identificació. Altres escriptors, com Thomas Stephens i William Forbes Skene, identifiquen Fflamddwyn amb el fill d'Ida, Theodric, basats en alguns paràgrafs dels textos sobre genealogies de reis, on s'esmenten batalles de Theodric contra Urien i els seus fills.
Durant el regnat d'Ida, Bernícia encara era un territori reduït a la costa.[9]No va ser fins a l'època del seu net Æthelfrith, que el reialme es va expandir terra endins, cap a l'oest. Això es pot comprovar per les descripcions, en la Historia Brittonum, de lluites entre la gent de Bernícia i els britans. També se sap per la manca de proves arqueològiques relacionades amb els anglosaxons del segle VI en l'àrea interior de Bernícia.